# Schmalkalden-Meiningen (district)
Districtul Schmalkalden-Meiningen este un Kreis în landul Turingia, Germania. 
1. 1 2  GeoNames